# 터널 주입
터널 주입(Tunnel injection)은 전하 운반자가 전기도체에 얇은 층의 절연체를 통과하여 주입될 때 양자 터널링 효과로 파울러-노르트하임 터널 주입이라고도 불린다. 그것은 NAND 플래시 메모리를 프로그램하는데 이용된다. 소거를 위한 과정은 터널 릴리즈라 불린다.

## 같이 보기
- 핫 캐리어 주입